# نور احمد اسلام جار
شیخ الحدیث مولانا نوراحمد اسلام جار یک سیاستمدار طالبان افغان است که در حال حاضر از ۲۶ اکتبر ۲۰۲۱ به عنوان والی ولایت هرات فعالیت می‌ کند.